# Nationaal park Børgefjell
Het nationaal park Børgefjell (Noors: Børgefjell nasjonalpark/ Zuid-Samisch: Byrkije nasjonalpark) is een nationaal park in Midden-Noorwegen nabij de Zweedse grens. Het strekt zich uit over het grondgebied van vier gemeenten: Namsskogan en Røyrvik in de provincie Nord-Trøndelag, Grane en Hattfjelldal in de provincie Nordland.
Opgericht in 1963 werd het park in 1971 en 2003 uitgebreid. Het heeft een oppervlakte van 1447 km².

## Landschap
Het is een typisch Noors berglandschap gelegen tussen 270 en 1700m. De hoogste toppen bevinden zich in het westelijke gedeelte van het park. Het vaste gesteente bestaat hoofdzakelijk uit donker Børgefjellgraniet wat het landschap een nogal desolaat uitzicht geeft. Hier bevindt zich de hoogste berg van het park, de 1699m hoge Kvigtinden.
Op andere plaatsen zoals in het Rainesfjellet gebied tegen de Zweedse grens treft men ruwe puinhellingen zonder vegetatie aan. Postglaciale morenes komen er veelvuldig voor.
Het park is evenwel meer dan een steenwoestijn. In andere delen, met lagere heuvels en brede valleien, zijn de berghellingen vruchtbaarder. De vegetatie is er weelderig met een rijke fauna en flora. In dit deel van het park overheersen de moeraslanden.
Een groot aantal meren van verschillende grootte geven het park zijn karakteristiek uitzicht. De grootste meren zijn het Simskardvatnet in het noorden en het Orvatnet aan de zuidgrens van het park. De waterlopen kunnen breed en rustig zijn zoals de Orvassdraget of klein zoals de bergbeekjes die men overal tegenkomt. Bekende zalmrivieren zoals de Namsen en de Vefsna hebben hun brongebied in Børgefjell.

## Fauna en flora
De boomgrens bevindt zich op circa 600 meter boven zeeniveau. Berkenbossen komen het meest voor. Sparren treft men aan nabij het Namsvatnet meer aan de rand van het park en bij Simskardet in het noorden. In de lager gelegen moerassen treft men ook dennen aan. Heidevegetatie is dominant aanwezig boven de boomgrens.
In de broeklanden vinden we:
- Beenbreek (Narthecium ossifragum)
- Pijpenstrootje (Molinia caerulea)
- Veenbies (Trichophorum cespitosum)

De talrijke waterlopen, uitgestrekte wilgenbosjes en zeggemoerassen zijn ideaal voor de vogels. Voornamelijk Tipligan en de benedenloop van de Simskardelva in het noorden van het park hebben een rijk vogelbestand.
Als roofvogels treft men onder meer aan:
- Ruigpootbuizerd (Buteo lagopus)
- Sneeuwuil (Nyctea scandiaca)
- Visarend (Pandion haliaetus)
- Steenarend (Aquila chrysaetos)

In Noorwegen is het nationaal park Børgefjell de enige plaats waar een levensvatbare populatie van de poolvos (Alopex lagopus) aanwezig is. Toen ze in 1930 beschermd werden, waren ze nagenoeg uitgestorven. Bij het begin van de 20e eeuw werden jaarlijks nagenoeg 2000 poolvossen gevangen. Vaak betaalde men voor één pels het equivalent van een jaarloon. Sinds hun bescherming is de populatie evenwel nauwelijks toegenomen.
Andere voorkomende dieren zijn onder meer:
- Veelvraat (Gulo gulo)
- Lynx (Lynx lynx)
- Bruine beer (Ursus arctos)
- Gewone vos (Vulpes vulpes)
- Sneeuwwezel (Mustela nivalis)

## Bereikbaarheid
Het park is het gemakkelijkst te bereiken vanuit Majavatn aan de E6
- Per trein: met de Nordlandsbanen vanuit Trondheim (4¼ uur) of Mosjøen (1uur).
- Per bus: met de Nordlandsbuss vanuit Mosjøen via Trofors
- Per vliegtuig: Widerøe verzorgt dagelijks meerdere vluchten vanuit Trondheim naar Mosjøen